# Joseph Olshan
Joseph Olshan (* 6. April 1958 in New York City) ist ein US-amerikanischer Schriftsteller.

## Leben
Joseph Olshan ist der Sohn von Marvin L., einem Anwalt, und Malchia Olshan, geborene Sandford. Er besuchte von 1974 bis 1976 die University of Vermont und anschließend bis 1978 die University of California, Santa Barbara, wo er seinen Bachelor erhielt. Er zog nach Los Angeles, wo er unter anderem für Jerry Leider Productions, E.M.I. Films und weitere Produktionsfirmen Drehbücher las. Ab 1981 arbeitete er bis 1984 als freier Journalist. Nachdem er 1985 ein Jahr lang Kreatives Schreiben in New York City unterrichtete, war er 1986 Dozent in gleicher Funktion an der University of California, Santa Barbara und von 1987 bis 1988 noch mal an der New York University.
Olshan gewann 1985 mit seinem Debütroman Clara’s Heart den Times/Jonathan Cape Young Writers Award. Der Roman wurde unter dem Titel Claras Herz 1988 von Kiepenheuer & Witsch verlegt und unter dem Titel Claras Geheimnis mit Whoopi Goldberg, Michael Ontkean, Kathleen Quinlan und Neil Patrick Harris in den Hauptrollen verfilmt. Von 1992 bis 1994 war Olshan als Literaturkritiker beim Wall Street Journal tätig.

## Werke
- 1985: Clara’s Heart
  - 1988: Claras Herz, Kiepenheuer & Witsch, 415 Seiten, ISBN 3-462-01890-6
- 1987: A Warmer Season
- 1989: The Waterline
- 1992: The Sound of Heaven
- 1994: Nightswimmer
  - 1999: Nachtschwimmer, Deutscher Taschenbuch Verlag, 284 Seiten, ISBN 3-423-12631-0
- 1997: Working on a Miracle (Biografie, gemeinsam mit Mahlon Johnson)
  - 1997: Arbeit an einem Wunder, Berlin Verlag, 304 Seiten, ISBN 3-8270-0222-2
- 1998: Vanitas
- 2003: In Clara’s Hands
- 2008: The Conversion[2]
- 2012: Cloudland